# Freden i Apameia
Freden i Apameia år 188 f.Kr. var ett fredsfördrag mellan den romerska republiken
och Antiochos III den stores seleukider. Fred slöts sedan romarna segrat i slaget vid Termopyle och i slaget vid Magnesia. Freden blev undertecknad i Apameia i Frygien. Som ett resultat av denna fred kom Rom att genom sina allierade Pergamon och Rhodos att indirekt utöva den politiska kontrollen över den östra delen av Medelhavet

I freden blev Antiochos den store tvungen att:
- uppge alla sina erövringar i Europa.
- uppge allt land väster om Taurusbergen i Mindre Asien.
- utlämna hela sin flotta utom 12 triremer.
- utlämna alla sina krigselefanter.
- betala ett krigsskadestånd på 15 000 silvertalenter

Utöver dessa villkor blev Antiochos III även tvungen att utlämna en gisslan om 20 personer till Rom där även hans son den blivande Antiochos IV ingick.  